# 広徳州
広徳州（こうとくしゅう）は、中国にかつて存在した州。明代から民国初年にかけて、現在の安徽省宣城市広徳市一帯に設置された。

## 概要
979年（太平興国4年）、北宋により宣州広徳県に広徳軍が置かれた。広徳軍は江南東路に属し、広徳・建平の2県を管轄した。
1277年（至元14年）、元により広徳軍は広徳路に昇格した。広徳路は江浙等処行中書省に属し、録事司と広徳・建平の2県を管轄した。1356年、朱元璋により広徳路は広興府と改められた。
1371年（洪武4年）、明により広興府は広徳州に降格した。1380年（洪武13年）、広徳県は廃止され、広徳州に編入され、広徳州は直隷州に昇格した。広徳直隷州は南直隷に属し、建平県1県を管轄した。
清のとき、広徳直隷州は安徽省に属し、建平県1県を管轄した。
1912年、中華民国により広徳直隷州は廃止され、広徳県と改められた。